# Viciria equestris pallida
Viciria equestris là một phân loài nhện trong họ Salticidae.
Loài này thuộc chi Viciria. Viciria equestris pallida được Lucien Berland & Millot miêu tả năm 1941.